# Festung Bukhansanseong
Die Festungs Bukhansanseong (wörtlich „Festung von den Bergen nördlich vom Han-Fluss“) ist eine Festungsanlage in Gyeonggi-do und Seoul, Südkorea. Sie stammt aus der Mitte der Joseon-Periode. Die Festung wurde im Jahre 1711 fertiggestellt, obwohl Pläne für den Bau bis 1659 zurückreichen. Der Name wird auch einer Festung in der Samguk Sagi gegeben, aber der vermeintliche Zusammenhang wird angezweifelt.
Die moderne Bukhansanseong wurde gebaut, um den Zugang zu Seoul zu schützen, nachdem eine Lücke in der Abwehr während der zweiten Mandschu-Invasion von Korea von 1636 und des früheren Imjin-Kriegs offensichtlich geworden war. Die Bukhansanseong wurde als königlicher Rückzugsort in Notfällen verwendet und umfasst 120 Zimmer.

## Festungsbauten
Die Mauer der Anlage ist 7 Meter hoch, 8 Kilometer lang und besitzt 15 Tore. Darunter die folgenden:
| Koreanisch | Deutsch               | Funktion           |
| ---------- | --------------------- | ------------------ |
| 북문       | Buk-mun               | Nordtor            |
| 대서문     | Dae-seo-mun           | Großes Westtor     |
| 중성문     | Jung-seong-mun        | Großtor            |
| 대동문     | Dae-dong-mun          | Großes Osttor      |
| 대성문     | Dae-seong-mun         | Großtor            |
| 수문       | Su-mun                | geheimes Wassertor |
| 서암문     | Seo-'am-mun           | geheimes Tor       |
| 백운봉암문 | Baek-wun-bong-'am-mun | geheimes Tor       |
| 용암문     | Yong-'am-mun          | geheimes Tor       |
| 보국문     | Bo-guk-mun            | geheimes Tor       |
| 가사당암문 | Ga-sa-dang-'am-mun    | geheimes Tor       |
| 부왕동암문 | Bu-wang-dong-'am-mun  | geheimes Tor       |
| 청수동암문 | Chung-su-dong-'am-mun | geheimes Tor       |

Insgesamt 6 große Tore, 8 geheime Tore, 2 Wassertore und 143 Seong-Rang (Koreanisch: 성랑, Ausguckposten).